# Saison 2012 des Reds de Cincinnati
La saison 2012 des Reds de Cincinnati est la 131e saison en Ligue majeure de baseball et la 123e en Ligue nationale pour cette franchise.
Écartés des séries éliminatoires en 2011, les Reds reconquièrent en 2012 le championnat de la division Centrale de la Ligue nationale, terminant premiers avec 97 victoires et 65 défaites. C'est 18 gains de plus que la saison précédente et leur meilleure performance depuis 1974. Cincinnati présente la deuxième meilleure fiche victoires-défaites du baseball majeur en saison régulière avec une victoire de moins que Washington.

## Contexte
Les Reds de Cincinnati déçoivent en 2011 alors qu'ils sont incapables de jouer pour une fiche gagnante. Ils terminent la saison avec 79 victoires et 93 défaites, en 3e place sur 6 équipes dans la division Centrale de la Ligue nationale, et ce un an après avoir remporté leur premier titre de division en 15 ans. Les lanceurs en particulier, déçoivent,, et plusieurs joueurs se retrouvent sur la liste des blessés, notamment Scott Rolen. En offensive, le joueur par excellence de la saison 2010, Joey Votto, s'élève une fois de plus parmi les meilleurs joueurs du circuit, et Brandon Phillips remporte un Gant doré et un Bâton d'argent.

## Intersaison

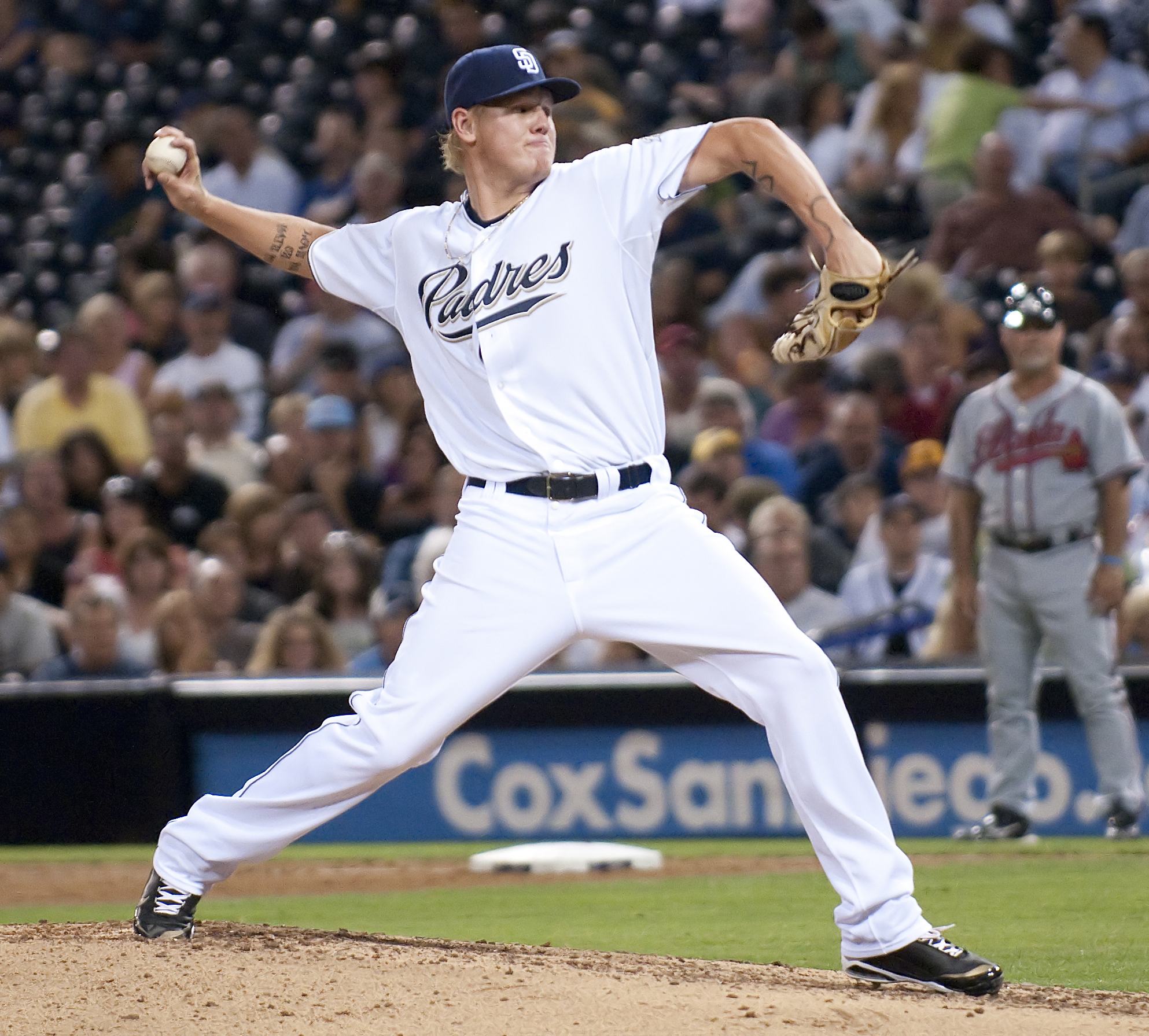
Mat Latos, acquis de San Diego.

Les Reds procèdent à une des transactions importantes de l'intersaison 2011-2012 lorsque, le 17 décembre, ils font l'acquisition du lanceur partant droitier Mat Latos des Padres de San Diego, en retour de quatre joueurs : le lanceur droitier Edinson Volquez, le premier but et voltigeur Yonder Alonso, le lanceur droitier des ligues mineures Brad Boxberger et le receveur des mineures Yasmani Grandal.
Le 30 novembre, les Reds perdent le receveur Ramón Hernández sur le marché des agents libres lorsqu'il signe pour deux ans avec les Rockies du Colorado.
Le 5 décembre, Cincinnati fait l'acquisition du joueur de champ intérieur Wilson Valdéz en cédant aux Phillies de Philadelphie  le releveur gaucher Jeremy Horst.
Le releveur droitier Josh Judy est réclamé des Indians de Cleveland au ballottage le 23 décembre.
Le 4 janvier, le lanceur droitier Andrew Brackman, qui a fait ses débuts dans les majeures en 2011 avec les Yankees, signe un contrat d'un an avec les Reds.
Le receveur Dioner Navarro est invité au entraînement de printemps le 16 janvier mais ne se taille finalement pas un poste avec les Reds.
Les Reds craignent de perdre leur excellent stoppeur Francisco Cordero, qui rejoint finalement les Blue Jays de Toronto le 1er février. Cincinnati prévient les dommages en attirant le lanceur de relève Ryan Madson, brillant à Philadelphie au cours des années précédentes. Les Reds lui accordent un contrat de 6 millions de dollars pour une saison. Mais durant l'entraînement, Madson ressent des douleurs au coude et apprend qu'il doit être opéré. Il sera tenu à l'écart du jeu toute la saison 2012. Pour amorcer 2012, les Reds confient le poste de stoppeur à Sean Marshall, justement obtenu le 23 décembre 2011 des Cubs de Chicago. Le lanceur gaucher Travis Wood, le voltigeur Dave Sappelt et le joueur d'avant-champ des ligues mineures Ronald Torreyes sont transférés aux Cubs en retour de Marshall.
Le 25 janvier, Willie Harris rejoint les Reds via un contrat des ligues mineures après trois saisons à Nationals de Washington. Harris fait partie de l'effectif des Reds lorsque la saison débute.
Le 8 février, le lanceur partant gaucher Jeff Francis signe un contrat des ligues mineures avec Cincinnati, mais il ne gagne pas un poste permanent à l'issue du camp d'entraînement. Les Reds ont la main plus heureuse avec le vétéran voltigeur Ryan Ludwick, mis sous contrat pour un an le même jour.
Alors que la saison approche, le joueur de troisième but Juan Francisco est transféré aux Braves d'Atlanta le 1er avril pour le lanceur des ligues mineures J. J. Hoover. Le lanceur droitier Alfredo Simón est réclamé au ballottage des Orioles de Baltimore le 3 avril et ajouté à l'effectif de 25 joueurs pour commencer la saison régulière.
Cincinnati laisse partir le lanceur gaucher Dontrelle Willis, qui a connu un passage difficile chez les Reds.
Le 2 avril, les Reds accordent un contrat majeur à leur joueur de premier but vedette et joueur par excellence de la saison 2010 dans la Ligue nationale : Joey Votto. Celui-ci, qui était déjà lié par contrat aux Reds jusqu'à la fin de la saison 2013, obtient une prolongation de contrat de 10 saisons pour 225 millions de dollars US. La nouvelle entente, qui le lie aux Reds jusqu'en 2023, est le quatrième contrat le plus cher dans l'histoire des Ligues majeures après ceux d'Alex Rodriguez (275 millions, 10 ans avec les Yankees en 2007), Albert Pujols (254 millions, 10 ans avec les Angels en 2011) et un autre contrat de Rodriguez (252 millions, 10 avec Texas en 2001). Votto devient aussi l'athlète canadien le mieux payé de l'histoire.

## Calendrier pré-saison
L'entraînement de printemps des Reds s'ouvre en février et le calendrier de matchs préparatoires précédant la saison s'étend du 3 mars au 3 avril 2012.

## Saison régulière
La saison régulière des Reds se déroule du 5 avril au 3 octobre 2012 et prévoit 162 parties. Elle s'ouvre à domicile le 5 avril avec la visite des Marlins de Miami.

### Septembre
- 4 septembre : Todd Frazier des Reds est nommé meilleure recrue du mois d'août 2012 dans la Ligue nationale[28].
- 19 septembre : Le gérant des Reds, Dusty Baker, est hospitalisé, souffrant d'arythmie cardiaque[29].
- 20 septembre : Avec Chris Speier à la barre du club pendant l'hospitalisation de Dusty Baker, les Reds, qui mènent la division Centrale, deviennent la première équipe en 2012 à s'assurer d'une place en séries éliminatoires[30].
- 22 septembre : Avec une victoire de 6-0 à domicile sur les Dodgers de Los Angeles, les Reds deviennent la première équipe de la saison 2012 à remporter le championnat de sa division. Cincinnati décroche un second titre en trois ans dans la division Centrale[31].
- 28 septembre : Victorieux 1-0 des Pirates à Pittsburgh, Homer Bailey est le premier lanceur à réussir un match sans coup sûr pour les Reds de Cincinnati depuis le match parfait de Tom Browning en 1988[32]. Il s'agit du 7e match sans coup sûr à survenir durant la saison 2012, égalant le record des majeures établi en 1990[33].

### Classement
| Ligue nationale (Division Centrale) | V  | D   | %    | Diff. |
| ----------------------------------- | -- | --- | ---- | ----- |
| Reds de Cincinnati                  | 97 | 65  | ,599 | -     |
| Cardinals de Saint-Louis            | 88 | 74  | ,543 | 9     |
| Brewers de Milwaukee                | 83 | 79  | ,512 | 14    |
| Pirates de Pittsburgh               | 79 | 83  | ,488 | 18    |
| Cubs de Chicago                     | 61 | 101 | ,377 | 36    |
| Astros de Houston                   | 55 | 107 | ,340 | 42    |

## Affiliations en ligues mineures
| Niveau            | Équipe                 | Ligue                    |
| ----------------- | ---------------------- | ------------------------ |
| AAA               | Louisville Bats        | Ligue internationale     |
| AA                | Carolina Mudcats       | Southern League          |
| A-Advanced        | Bakersfield Blaze      | California League        |
| A                 | Dayton Dragons         | Midwest League           |
| Ligue des recrues | Billings Mustangs      | Pioneer Baseball League  |
| Ligue des recrues | Arizona League Reds    | Arizona League           |
| Ligue des recrues | DSL Reds               | Dominican Summer League  |
| Ligue des recrues | Venezuelan Summer Reds | Venezuelan Summer League |